# 律師女浩克
是一部美國超級英雄類型的迷你網路劇集，改編自漫威漫畫旗下的同名超級英雄角色女浩克。劇集是漫威影業開發製作的漫威電影宇宙電視劇的第8部電視劇作品，與漫威電影宇宙系列電影處於同一架空世界和共同世界，於華特迪士尼公司旗下的線上串流媒體平台Disney+首播。由高揚主創並擔當首席編劇，凱特·寇伊若和阿努·瓦利亞擔當導演。
劇集由塔提阿娜·瑪斯蘭尼領銜出演主角「女浩克」珍妮佛·華特斯，其他演員還包括賈米拉·賈米爾、金潔·岡薩加、馬克·盧法洛、喬許·塞嘉拉、馬克·林-貝克、泰絲·馬利斯·金凱德、提姆·羅斯、梅根·西·斯塔莉安、黃凱旋、芮妮·愛麗絲·古思貝瑞、喬恩·巴斯、萊斯·柯羅、格里芬·馬修斯、帕蒂·哈里森、史蒂夫·寇特、查理·考克斯、布蘭登·史丹利和德魯·馬修斯。
2019年11月，漫威確定由高揚擔當首席編劇。2020年9月，凱特·寇伊若確定執導包括第一集在內的數集。12月，提姆·羅斯和馬克·盧法洛確定參演影集，阿努·瓦利亞確定執導影集。主體拍攝於2021年4月中旬在洛杉磯和喬治亞州亞特蘭大的三石製片廠開機，同年8月殺青。
《律師女浩克》於2022年8月18日播出，共9集，屬於漫威電影宇宙第四階段。

## 劇情概要
30多歲的單身女律師珍妮佛·華特斯一直過著複雜的生活，其後因意外接觸到表哥「浩克」布魯斯·班納的血液、受表哥的浩克基因影響而成為了「女浩克」。

## 演員與角色
- 塔提阿娜·瑪斯蘭尼 飾演 珍妮佛·「珍」·華特斯／女浩克（Jennifer "Jen" Walters / She-Hulk）

「古李科哈律師行」（GLK&H）的律師，專門負責與超能力者有關的案件。「浩克」布魯斯·班納的表妹，在一場車禍意外中接觸到班納的血液後獲得了超級力量，成為了“女浩克”。瑪斯蘭尼稱該角色為“大多數超級英雄故事的對立面”，因為華特斯並不想要超能力；她又表示華特斯“有一種很強但可以理解的否認心理”，瑪斯蘭尼亦試圖盡可能長時間地拒絕修改角色，以便在華特斯和女浩克之間製造一種“有趣的張力”。瑪斯蘭尼還受到蘇菲的音樂啟發，她將其描述為“感覺像有機、電子和工業型聲音的結合，並與女浩克相連”。她又表示喜歡“女人擁有兩個不同身體”的二元性，因為現代文化對女性身體有著一種痴迷，並認為劇集的評論“非常有先見之明”和“充滿了有趣的細微差別”。瑪斯蘭尼在飾演華特斯時參考了《宋飞传》中的角色伊萊恩·貝奈斯。首席編劇高揚希望能創造一個擁有“豐富生活”，同時必須應對生活中意外出現的超能力的角色，並探索她的情緒和心理反應:33。此外，一位實際身高6英尺7英寸（2.01-）的女性瑪麗亞·艾瑞雅（Maliah Arrayah）在片場作為女浩克的參考和替身，導演凱特·寇伊若和瑪斯蘭尼透過她了解如何以這樣的高度生活以及所面臨的掙扎。戴文·路易斯（Devon Lewis）在第九集的片頭中擔任“野蠻女浩克”的替身。
- 金潔·岡薩加 飾演 妮琪·拉莫斯

律師助理，華特斯的摯友。她幫助華特斯“放鬆並為界限的外面著色”，瑪斯蘭尼指出拉莫斯“提醒她工作之外還有生活”，而女浩克“和她的一部分身份”可以“被接納”。岡薩加稱拉莫斯有著“諷刺的性格”，並不渴望成為一名律師，因為她喜歡打破規則:5。她是一個奇怪的角色，岡薩加則認為拉莫斯是雙性戀。岡薩加稱拉莫斯“對任何人都有愛意”，“暗戀”著梅樂莉·布克，並活著“一個自由的人生”。在岡薩加被選出演拉莫斯後，該角色被改寫得更貼切岡薩加和她的個性。
- 喬許·塞嘉拉 飾演 奧古斯都·「帕格」·帕格列西

律師事務所的法律團隊的成員，華特斯和拉莫斯的同事。塞嘉拉稱帕格列西關心同事，因為他們“讓他成為他們家庭的一部分”，並且無論華特斯是不是女浩克都支持她。
- 賈米拉·賈米爾 飾演 瑪麗·麥克菲藍／泰坦妮亞（英语：Titania (Marvel Comics)）

一名擁有強大力量的社交平台網紅，為女浩克所困擾，最終成為其對手。高揚希望使角色現代化，並賦予其“更多複雜性”，傾向於對社交媒體感興趣並維護她的名聲:5。賈米爾形容這個角色令人討厭和怪異，稱她“幾乎不需要使用她的力量；她可以把你煩死”。她又補充道這個角色是“完全的自戀和自我”、認為自己是世界上最堅強的女人；直到被女浩克公開羞辱，這讓泰坦妮亞對女浩克懷恨在心。泰坦妮亞的口音被認為是“非常具影響力的洛杉磯口音”，賈米爾認為這為該角色已經“卡通化”的品質增添了荒謬。雖然劇集並未講述泰坦妮亞的背景，賈米爾仍參閱了該角色在漫畫中的故事，並特地了解了她的不安全感。泰坦妮亞在早期集數中沒有顯著的出現，因為編劇“想埋下她的伏線”，以保留她在漫畫中總是為了擊敗女浩克而“在她周圍像蚊子般煩著她”、但從不試圖徹底摧毀周邊事物的設定；此外，這也讓觀眾能在她回歸前“真正地了解”其他角色。賈米爾為了出演該角色而接受了柔術、踢拳和功夫的訓練。
- 芮妮·愛麗絲·古思貝瑞（英语：Renée Elise Goldsberry） 飾演 梅樂莉·布克（英语：Mallory Book）

華特斯的同事，因其成為超人類法律部門的新負責人而導致地位受其所威脅。古思貝瑞稱布克為了要達到完美而導致壓力纏身，也在最初將華特斯視為威脅後因看到她的人性而發現與她的關係“有些價值”。
- 馬克·盧法洛 飾演 布魯斯·班納／聰明浩克（Bruce Banner / Smart Hulk）

華特斯的表哥，復仇者聯盟的成員。某次因被過量伽瑪射線照射而導致身體突變，能夠變身成為擁有無窮破壞力的「浩克」。當前將浩克形態與擁有天才頭腦的人類型態合而為一並在墨西哥生活，決定訓練華特斯成為超級英雄，從一開始“希望她的經歷將與自己完全一樣”到最終意識到她的經歷“在身體上、字面上和精神上都是不同的，因為他們在世界上作為男性和女性的運作方式不同”。寇伊若稱很高興看到班納在教導華特斯時“被完全擺脫了他的遊戲”，並意識到她也能教導自己，盧法洛補充道班納對於現在有另一個人可以成為一位浩克感到很高興。
- 黃凱旋 飾演 王（Wong）

至尊魔法師，「奇異博士」史蒂芬·史傳奇的夥伴，擁有淵博的武術和魔法知識，此前曾與惡煞一起在澳門一家地下拳館中進行比賽。高揚稱很享受王與過去更具戲劇性的表演相比，在這部系列片中“變得有趣，並成為一件愚蠢事情的一部分，而這並不關乎整個宇宙”。
- 提姆·羅斯 飾演 艾米爾·布朗斯基／惡煞（Emil Blonsky / Abomination）

一名出生於俄羅斯的英國皇家海軍陸戰隊軍官，經過實驗性治療，身體被注入超級士兵血清的同時遭到伽瑪射線照射，轉變成為力量強大的人形怪物「惡煞」。現時被關在損害控制部的超高度安全管理監獄，為華特斯加入古李科哈律師行後的首位客戶，在改過自新並出獄後管理著一所健康療養院。寇伊若表示惡煞“非常狡猾——他不一定值得信任，你會覺得他是個騙子”。由於該角色的拍攝方向與羅夫此前飾演的“截然不同”，因此他並沒有把角色當作回歸，而是找到一個新版本來“玩一玩”。此前在2008年電影《新變形俠醫》和2021年電影《尚氣與十環傳奇》中飾演該角色的羅夫享受能夠即興發揮角色，以及探索其真實性以及是否真正改過自新。
- 馬克·林-貝克（英语：Mark Linn-Baker） 飾演 莫里斯·華特斯

華特斯的父親。
- 泰絲·馬利斯·金凱德 飾演 伊蓮·華特斯（英语：Morris Walters）

華特斯的母親。
- 喬恩·巴斯 飾演 托德·菲爾普斯

華特斯的仇恨者之一，成立了高智慧針對女浩克，並為了接近她而假裝與她約會。巴斯將菲爾普斯描述為“億萬富翁、花花公子、慈善家、混蛋”，他希望效仿東尼·史塔克，“但以喬恩·巴斯的身份出現”，並補充道菲爾普斯“習慣得到任何想要的東西，但他是個徹頭徹尾的怪人，到處都出現”。聯合執行製片人溫迪·雅各森表示該角色是對厭女症、取消文化和“對女性的不公平看法”的社會評論。巴斯又認為在沒有任何廣泛研究的情況下飾演菲爾普斯“非常容易”，因為這“就在我們的文化中”。
- 萊斯·柯羅 飾演 烈焰唐尼

魔術師，曾是卡瑪泰姬的學徒之一。寇伊若稱該角色的靈感來源和原型是克里斯·安吉尔和大衛·布萊恩。
- 帕蒂·古根海姆 飾演 麥蒂森·金

多尼的表演觀眾，被其意外傳送至另一維度，並在回到地球後與王成為了好閨蜜。
- 格里芬·馬修斯 飾演 路克·雅各森

一名專門製造超級英雄戰衣的時裝設計師，被妮琪·拉莫斯邀請為華特斯製作新戰服。
- 帕蒂·哈里森 飾演 露露

華特斯的高中同學兼老朋友，邀請她在婚禮上做伴娘。
- 史蒂夫·寇特 飾演 荷頓·哈洛威

古李科哈律師行的合夥人之一，華特斯的上司。
- 查理·考克斯 飾演 馬修·梅鐸／夜魔俠

來自曼哈頓地獄廚房的盲人律師，年幼時因事故被化學廢料弄瞎雙眼，卻因此增強了其他的感官功能，成為打擊犯罪的蒙面義警「夜魔俠」。瑪斯蘭尼稱華特斯與梅鐸是很好的朋友，高揚稱他們的共通點為既是律師又是超級英雄，寇伊若則表示兩人“鬥智鬥勇”。編劇們最初認為他們無法在劇集中加入該角色，但最終被告知能夠使用該角色；在劇集中加入梅鐸使製作團隊可以讓這個角色“發揮劇集的基調”，並從他此前的黑暗寫照中探索他“輕鬆的一面”，但仍然貼近其於漫畫中的形象。查理·考克斯此前在《漫威街頭英雄系列》和2021年電影《蜘蛛人：無家日》中飾演該角色。
- 布蘭登·史丹利 飾演 尤金·佩提里歐（英语：Frog-Man）／跳蛙人（英语：Leap-Frog (comics)）

穿著青蛙服裝打擊犯罪的富二代。
- 德魯·馬修斯 飾演 丹尼斯·布考斯基

華特斯的前同事。
此外，尼古拉斯·奇里洛、佩格·奧基夫、里昂·拉馬爾、大衛·奧騰加與崔弗·索爾特分別出演華特斯的表弟卓德、新阿斯嘉的變形精靈茹娜、唐尼的生意夥伴哥尼流·P·威洛斯、華特斯的約會對象之一戴力以及為了偷走華特斯的血樣而假扮與她約會的高智慧成員賈許·米勒。梅根·西·斯塔莉安飾演自己。布萊恩·T·德萊尼以未署名形式聲演負責決策所有漫威電影宇宙故事情節的人工智能「凱文」知識強化視覺相互連結，角色原型為曾被邀請聲演該角色的漫威影業總裁凱文·費吉。劇集的編劇高揚、贊伯·威爾斯和科迪·齊格拉在第九集中客串出現。
為高智慧所聘請、由四個手持阿斯嘉建築裝備的罪犯所組成的摧毀四人組出現於影片中，其中的成員德克·加思韋特／摧毀者和雷球分別由尼克·戈梅茲和賈斯汀·伊頓飾演。大衛·帕斯奎西、內森·赫德、約瑟·卡斯蒂略·米迪耶特、喬丹·阿隆·福特和泰倫斯·克洛分別出演擁有不死之身的超人類克雷格·霍利斯／不朽先生、因實驗出錯成為人牛混血兒的威廉·托倫斯／公牛人、能透過物體產生電爆的劍客亞歷山卓·蒙托亞／雄鷹、穿著豪豬型自製戰鬥服的武器設計師亞歷山大·金特里／豪豬和吸血鬼慕扎法沙·蘭伯特／撒拉森。威爾·杜斯納動作捕捉班納在薩卡星的兒子斯卡。

## 集數
| 集數 | 標題                                              | 譯名 | 導演        | 編劇                                        | 上線日期       |
| --- | ------------------------------------------------- | ---- | ----------- | ------------------------------------------- | -------------- |
| 1 | A Normal Amount of Rage                           |      | 凱特·寇伊若 | 高揚                                        | 2022年8月18日  |
| 珍妮佛·華特斯在練習完一場官司的講詞後，以打破第四面牆的方式向觀眾講述自己成為女浩克的經過：在幾個月前的一次公路旅行中，華特斯與人類形態的表哥布魯斯·班納因為被一艘來自薩卡星的飛船攔截而發生了嚴重的交通意外。華特斯在試圖救出被困的班納時意外地交叉感染了其血液，導致她變成了一位能在變形時維持理智和人格的女浩克。之後，華特斯被班納帶到他與已故好友東尼·史塔克在幾年前於墨西哥共同建造的秘密實驗室；班納在使用她的血液治療自己因彈指而嚴重受傷的右手後解釋了她的特殊基因狀況，並提出幫助她控制自己的力量。儘管華特斯能輕鬆應對班納的訓練，但她對放棄目前人生並成為全職超級英雄的想法表示不滿。試圖離開的華特斯被班納攔住，意見不合的兩人打了起來。班納最後不情願地接受了華特斯回歸正常生活的願望並與她告別。回到2025年的現在，華特斯在自我介紹完畢後出庭審理案件，一位擁有超能力的網紅泰坦妮亞此時在逃離自己的審判時破牆而入，華特斯只好變身並把她擊敗。                                                                                       |                                                   |      |             |                                             |                |
| 2 | Superhuman Law                                    |      | 凱特·寇伊若 | 高揚                                        | 2022年8月25日  |
| 華特斯擊敗泰坦尼亞後，被公眾稱為新的超級英雄“女浩克”，但華特斯並沒有以此感到光榮，反而因變身女浩克並拯救陪審團而導致競爭對手古李科哈律師行宣布該案為無效審判，最終因官司敗訴而被解僱。華特斯在幾次尋找新工作失敗後，被荷登·哈勒威（）邀請在古李科哈律師行擔任超人類法律部的主管。哈洛威要求她在上班時以女浩克的姿態示人，並委派華特斯在艾米爾·布朗斯基的假釋聽證會上為他爭取假釋。雖然華特斯最初因布朗斯基曾企圖殺死表哥班納而不願接手此案，但最終還是同意在損害控制部超高度安全管理監獄中與布朗斯基會面以聽取他的請求。恢復成人類形態的布朗斯基向華特斯表示，自己已經為過去犯下的錯誤反省。華特斯回到家後聯繫了班納，正乘坐薩卡星飛船前往薩卡星的班纳表示布朗斯基此前已向自己道歉，两人已冰释前嫌，並认同华特斯代表布朗斯基假釋。华特斯联络哈洛威，表示同意接受此案，但她隨後從新聞中得知布朗斯基恢復成惡煞的形態與至尊魔法師王參加某家地下拳館的搏鬥 。                                                                                         |                                                   |      |             |                                             |                |
| 3 | The People vs. Emil Blonsky                       |      | 凱特·寇伊若 | 弗蘭切斯卡·蓋爾斯（） & 傑奎琳·J·蓋爾斯（） | 2022年9月1日   |
| 华特斯看到布朗斯基逃狱的新闻后前往監獄与其對質，布朗斯基解釋他是被王從牢房裡强行帶走的，後來他自願回到監獄。當华特斯試圖聯繫王時，她身为布朗斯基律師的消息引發了公眾爭議。另一方面，一位來自新阿斯嘉的變形精靈茹娜（）此前假扮梅根·西·斯塔莉安與华特斯的前同事丹尼斯·布考斯基（）約會，並騙走了他一大筆金钱；丹尼斯因而向超人類法律部求助，该案件被分配給华特斯的同事奧古斯都·帕格列西（）。王與华特斯會面，並聲稱自己需要与布朗斯基决斗以作为成为至尊魔法師的训练，因此只好擅自带走布朗斯基；他其後在布朗斯基的假釋聽證會上作證证明布朗斯基並非有意越狱，布朗斯基也展示了自己在惡煞形态下仍能保持理性，他最後在华特斯的协助下成功获得假释，但被禁止再度变身惡煞。华特斯後來幫助帕格列西打贏了官司，丹尼斯成功获得赔偿，茹娜亦因早前貪玩冒充法官而被判入狱。两案结束后，华特斯在回家的路上遭遇四名手持新阿斯嘉建築設備的男子襲擊，他們受聘奪取她的血樣，但被变身為女浩克的华特斯擊退。                                                                        |                                                   |      |             |                                             |                |
| 4 | Is This Not Real Magic?                           | ？   | 凱特·寇伊若 | 梅麗莎·亨特（）                             | 2022年9月8日   |
| 一名曾因濫用魔法而被卡瑪泰姬開除的魔術師烈焰唐尼（）使用秘術將一位名叫麥蒂森（）的表演觀眾送到另一個維度，麥蒂森在與惡魔達成交易後被傳送到王在卡瑪泰姬的家中。王尋求華特斯幫助，希望能以控告唐尼阻嚇其他人不能濫用秘術，同意幫助的華特斯於是控告了唐尼和他的生意夥伴哥尼流·P·威洛斯（）。與此同時，希望擴大社交生活的華特斯註冊了一個網上交友程式，但直至將資料更改為女浩克才真正成功。唐尼在一個表演中意外釋放了一群惡魔，王和華特斯立即控制了場面，華特斯威脅唐尼遵守她的停終命令。隔天，華特斯得知獲釋的泰坦妮亞因她使用“女浩克”之名而控告她。 |                                                   |      |             |                                             |                |
| 5 | Mean, Green, and Straight Poured into These Jeans |      | 阿努·瓦利亞 | 達娜·施瓦茲                                 | 2022年9月15日  |
| 泰坦妮亞為新系列的美容產品註冊了“女浩克”的商標，華特斯對此感到憤怒。哈洛威警告華特斯她需要迅速處理情況，並指派梅樂莉·布克作為她的律師。好友妮琪·拉莫斯（）和帕格決定為華特斯向專門製造超級英雄戰衣的高級時裝設計師路克·雅各森（）購買一套服裝，而布克和華特斯則決定反訴泰坦妮亞，揭穿她非法利用女浩克的人氣獲利。華特斯此時發現她的約會對象之一——托德·菲爾普斯（）也是古李科哈律師行的客戶，因而醒悟到可以利用交友程式的歷史來證明她在泰坦妮亞嘗試獲得商標前已被公認為女浩克。由於一眾曾經跟她約會的對像出庭作證，華特斯順利地贏得了官司，亦與布克建立了初步的友誼。後來，雅各森給了她新的制服。 |                                                   |      |             |                                             |                |
| 6 | Just Jen                                          |      | 阿努·瓦利亞 | 卡拉·布朗（）                               | 2022年9月22日  |
| 華特斯受邀在老朋友露露（）的婚禮上擔任伴娘。然而，她卻在到達接待處時很失望地發現露露希望她不要變身為女浩克。事情其後變得更加複雜，因為一直渴求向女浩克報復的泰坦妮亞早前向露露聲稱自己正在與一位伴郎約會，並因而成功參與婚禮。二人最終展開了一場惡鬥，泰坦妮亞在不敵之下落荒而逃。與此同時，布克和拉莫斯正在為此前曾多次以假死擺脫婚姻的超人類「不朽先生」克雷格·霍利斯處理離婚案，但其後他的八位前伴侶透過網站「高智慧」上的影片得知真相後控告他，拉莫斯最後透過幫助她們達成賠償協議來解決此案。然而，二人在案件完結後卻於高智慧上發現了一個討論板，其中竟然包含許多針對女浩克的死亡威脅。與此同時，版主所成立的秘密組織在聘請四名罪犯企圖奪取她的血樣但失敗後，已研發出更高強度的武器準備下一步行動，華特斯卻仍渾然不知自己已被這些危險人物監視。 |                                                   |      |             |                                             |                |
| 7 | The Retreat                                       |      | 阿努·瓦利亞 | 贊伯·威爾斯                                 | 2022年9月29日  |
| 華特斯與此前在婚禮上認識的一名男子賈許（）約會了幾天，但他在與華特斯睡了一晚後人間蒸發。布朗斯基的假釋官其後致電華特斯，表示維持布朗斯基人類型態的抑制器出現了故障，並請求她陪同自己前往布朗斯基的冥想靜修處監視他。事情解決後，公牛人和雄鷹在華特斯準備離開時不小心毀壞了她的汽車。華特斯只好留下並繼續等待賈許重新出現，但其後在嘗試讓手機接收訊號時意外進入了布朗斯基、公牛人、雄鷹、豪豬、撒拉森和摧毀者的集體治療會議，她在那裡被說服放下賈許。華特斯最後在拖車到達後離開，但她此時仍未發現其實賈許是受監視她的高智慧所託假扮與她約會，而且在消失前還複製了她手機的資料並成功偷走了她的血樣。 |                                                   |      |             |                                             |                |
| 8 | Ribbit And Rip It                                 |      | 凱特·寇伊若 | 科迪·齊格拉（）                             | 2022年10月6日  |
| 華特斯的一名新客戶「跳蛙人」尤金·佩提里歐希望起訴雅各森向他提供有缺陷的戰衣。馬修·梅鐸在庭上為雅各森辯護，並以超凡嗅覺发现佩提里歐违规使用喷射机燃料而设计使其透露自己違反了雅各森的戰衣指引。因此而贏得官司的梅鐸后来在酒吧重遇华特斯，並在一番寒暄后告知华特斯同时身为律师和女浩克能为社会带来利益，這一席話令華特斯開始對他暗生情愫。佩提里歐其後聯絡了華特斯，因為他遭到了不知名人士的襲擊，華特斯立即前往與該名施襲者對戰，卻發現這位神秘人物原來是梅鐸化身的超級英雄「夜魔俠」。梅鐸向華特斯透露雅各森被佩提里歐綁架了，二人便聯手營救了他，梅鐸其後到了華特斯的家與她睡了一晚。隔天，華特斯參加了南加州法律獎頒獎晚會，並受頒年度最佳女律師獎。但不久之後，晚會被高智慧的廣播打斷，組織的頭目在大螢幕上以高智慧的名義播放了華特斯與賈許在床上的影片，從而污辱華特斯的聲譽。華特斯失控地暴怒並摧毀了晚會舞台，並在附近抓捕一名組織成員時被損害控制部逮捕。                                                                                  |                                                   |      |             |                                             |                |
| 9 | Whose Show is This?                               | ？   | 凱特·寇伊若 | 高揚                                        | 2022年10月13日 |
| 被捕的華特斯在獲釋後被禁止變身和戴上了抑制器，並被古李科哈律師行解僱。另一方面，妮琪和帕格在成功獲取高智慧的私人聚會請帖後，潛入了在布朗斯基的冥想靜修處舉行的聚會，並得知幕後主腦的真正身份是菲爾普斯。布朗斯基變身為惡煞並發表勵志演說，華特斯此時亦偶然發現了聚會，並隨即與菲爾普斯對質。菲爾普斯當場為自己注射了華特斯的血樣，並成為了一位浩克。情況一發不可收拾，泰坦妮亞和失聯多時的班納更突然出現並加入了這場混亂的戰鬥。眼見劇情由糟糕變得難以理解，華特斯在摧毀抑制器後打破第四面牆跳出Disney+系統，並在《漫威影業：創作大本營》中與劇集的製作團隊對質。她其後遇到了負責決策所有漫威電影宇宙故事情節的人工智能凱文（），華特斯說服他重寫本集的情節，他也只好不情願地同意了。華特斯回到了劇集中，發現高智慧的一眾成員已被擊敗，菲爾普斯和布朗斯基則落得被捕的下場。她回到家後與家人、梅鐸以及從薩卡星回到地球的班納和兒子斯卡一起慶祝。重獲工作並獲撤銷所有控罪後，華特斯決定要以雙重身份繼續行事。另一邊廂，王劫獄把布朗斯基帶到了卡瑪泰姬。 |                                                   |      |             |                                             |                |

## 製作

### 開發
1989年7月，女浩克原計劃出現於1990年電視電影《绿巨人之死》之中，但最終未能現身；以該角色為主角的電視劇亦未能獲得ABC電視台的預訂。1991年，新世界影業籌劃開發以女浩克為主角的電影，賴瑞·柯恩擔當導演，布莉姬特·尼爾森確定出演女浩克。尼爾森隨後參與影片宣傳海報拍攝，但該項目最終未能繼續推進。
2019年8月，漫威影業在D23博覽會上宣布將開發以「女浩克」珍妮佛·華特斯為主角的串流媒體平台Disney+電視劇，屬於漫威影業的共享宇宙「漫威電影宇宙」的一部分。其後，高揚被聘請為該項目撰寫故事提案。高揚曾向漫威影業遞交2019電影《驚奇隊長》與2021年電影《黑寡婦》和《尚氣與十環傳奇》的提案，亦曾表示希望接手潛在的女浩克項目；她是最早將該角色納入提案的創作人之一:32，但漫威影業執行官布拉德·溫德鮑姆認為她的《黑寡婦》提案更像是一部有黑寡婦出現的女浩克電影，因而拒絕了她。
高揚相信此前的提案讓她與漫威影業建立了關係，所以漫威影業總裁凱文·費吉與其他高層在她為《女浩克》撰寫提案時已認識了她的風格、她放進提案的幽默感與“怪異和微妙”。雖然高揚不確定「浩克」布魯斯·班納和「惡煞」艾米爾·布朗斯基是否能夠出現在《女浩克》中，但她就該項目遞交的提案中仍包括了這兩個角色；而惡煞的審判戲份在她的提案中亦比播出的版本更多。高揚的提案還包括浩克的主要對手首腦，計劃讓2008年電影《新變形俠醫》中飾演森繆·史當斯的提姆·布雷克·尼爾森回歸或製作一位可能與史當斯相關的新版本角色，但最終並未落實。2019年11月，漫威確定聘請高揚擔當影集的首席編劇。
2020年9月，凱特·寇伊若被聘執導首播集、最終集和另外四集，並擔當執行製片人；12月，阿努·瓦利亞確定執導另外數集，並表示寇伊若是劇集的一位“有遠見的領導者”；又表示希望通過加入劇組能夠添加高揚和寇伊若所創作的東西，並找到她“與故事的個人聯繫”。2022年5月，漫威公佈劇集的正式片名為《律師女浩克》。影集共九集，寇伊若與瓦利亞分別執導其中的六集和三集；每集時長為30分鐘，總時長約6個小時。除了寇伊若與高揚外，執行製片人還包括漫威影業總裁凱文·費吉與執行官溫德鮑姆，以及路易斯·德·埃斯波西托和維多利亞·阿朗素。
2021年2月，凱文·費吉表示包括《律師女浩克》和《月光騎士》在內的數部影集在敘事結構上與2021年影集《汪達幻視》有所不同，為後續開發更多季數預留足夠空間，而《汪達幻視》的故事架構與後續電影有著緊密聯繫。寇伊若在2022年8月對此表示贊同，又稱劇集可能會有第二季，角色亦可能出現在系列電影中。高揚對第二季的內容已有想法和預述，但仍專注於講述第一季的完整故事，她希望第一季中的一些想法和素材能夠出現在未來的項目中。

### 劇本

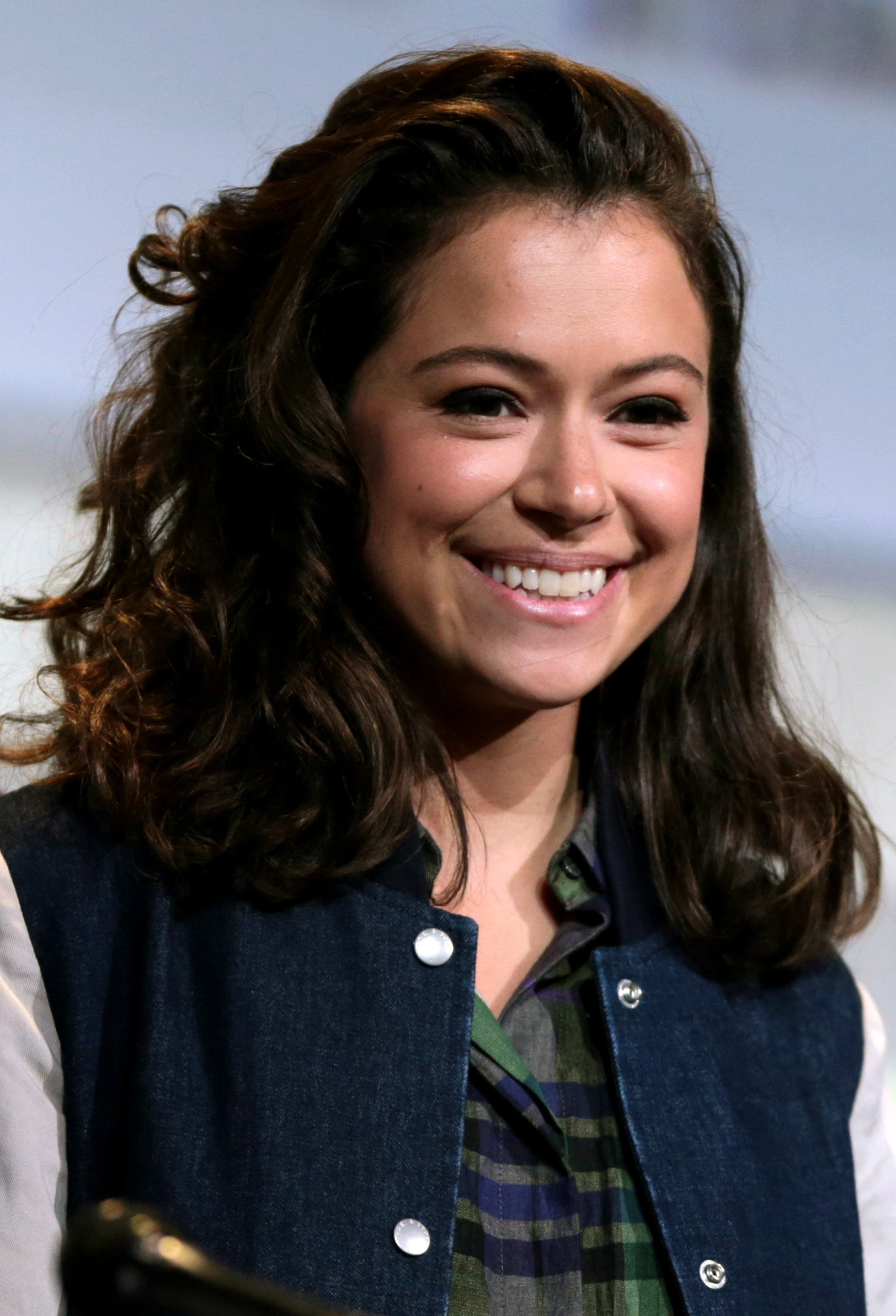
塔提阿娜·瑪斯蘭尼領銜出演女主角「女浩克」珍妮佛·華特斯

達娜·施瓦茲、梅麗莎·亨特、科迪·齊格拉、卡拉·布朗、贊伯·威爾斯、傑奎琳·J·蓋爾斯與兼任編審的弗蘭切斯卡·蓋爾斯為劇集撰寫劇本。威爾斯和齊格拉為劇集貢獻了他們對漫畫的了解，如威爾斯在自己編劇的第七集中加入了一些鮮為人知的角色。劇本於2019年開始創作，2020年5月初完成。凱文·費吉稱影集為一部還原漫畫作者約翰·伯恩筆下女浩克形象的「律政喜劇片」，主演塔提阿娜·瑪斯蘭尼則表示「這真是一部荒謬的律政劇集」。高揚補充道，《律師女浩克》在仍屬於漫威電影宇宙的同時“劃清界限”作為一部情景喜劇，又將其比作《艾莉的異想世界》，雖然許多作家因年齡層不處於該劇集最初播出的年代而沒有體驗到該劇集，因此該劇集對他們沒有重大的影響；高揚亦表示要在漫威電影宇宙的動作和戲劇與喜劇元素之間取得劇集基調的平衡是“棘手的”。除了《艾莉的異想世界》外，其他的影響還包括《律政俏佳人》、《宋飞传》和《公眾與O·J·辛普森的對決：美國犯罪故事》。由於高揚希望觀眾將每一集視為一個完整的故事來欣賞，因此劇集採用了“每週案例”的程序格式，同時仍包含一些有助於季弧線的連續元素。
劇集參考了史丹·李、伯恩、丹·斯洛特和查爾斯·蘇爾所創作的角色登場的一些漫畫，高揚從中“採摘”各種元素並“將它們融合在一起，從而達到既像一個最終的結晶，但又完全是原本的東西”:33。劇集的大部分內容都來自斯洛特所創作的故事情節，並帶有伯恩的元素。有着律政背景並同時是一位律師的蘇爾擔任劇集的法律顧問，為律師和法官的行為以及法庭內應有的舉止提供了意見。
劇集融合了華特斯在漫畫中的自我意識和後設性質:33，華特斯在成為女浩克後獲得了打破第四面牆的意識和能力。寇伊若稱關於打破第四面牆有“一些大驚喜”，瓦利亞補充道這“非常有趣、非常酷”，瑪斯蘭尼則表示“讓觀眾參與”故事是一個好機制。高揚、寇伊若與編劇們討論了應該展示多少後設性質，並討論了一些選項，例如華特斯向鏡頭說話、直接與觀眾交談，還是“在螢幕更後”的另一個人，以及是否有另一個後設元素。在最初的版本中，華特斯不斷打破第四面牆，令漫威認為過火了，導致作者被要求製作一個螢幕上出現旁白的版本；這是漫畫中用來澄清故事元素的工具，華特斯會與這些旁白互動。而這個形式最終報廢，並回到最初打破第四面牆的方案，但並沒有像最初般太頻繁。在高揚最初的故事提案中，華特斯打破第四面牆的形式參考了《倫敦生活》和《絕命律師》，瑪斯蘭尼相信劇集的劇本源於《倫敦生活》的“不敬和幽默感”。季終集淋漓盡致地運用了打破第四面牆，華特斯進入了現實世界並在漫威影業中與凱文對質，此處的靈感源自於伯恩所創作的漫畫。
劇集採用了植根於華特斯生活的“高概念、非凡的想法”:32-33，高揚有興趣在漫威電影宇宙的龐大規模和動作成分以外探索“生命的那一小部分”。而劇集包含華特斯的家人在內亦有助於保持“緊密地圍繞”她的生活，高揚有興趣探索一個有着一位浩克、其後更出現第二位的家庭。劇集還探索了與現代女性的約會，瑪斯蘭尼很享受華特斯的約會生活“就像成為復仇者成員一樣充滿壓力”。寫作人員中大多都是女性，讓他們能夠採取不同的觀點並在劇集中創造一個“全面的女性視角”，並討論成為女性的感覺，以及如果她們成為公開的超級英雄意味著什麼。高揚解釋道“很多共同點和主題的出現”令作者們能夠將這些內容放入劇集中。高揚還在本季中為華特斯製作了一個關於她接受自己女浩克新生活的角色弧線，並描述本季的定位是讓該角色在未來出現時“更為自信”的“起源故事”。劇集講述和融合了許多現實生活中對漫威和女性超級英雄的厭女症和網絡山怪評論，高揚認為這些評論“非常疲憊且缺乏原創性”，因為製作團隊在2019年開始劇本工作時已“預測”到對劇集的迴響。
《律師女浩克》設定為發生於2021年電影《尚氣與十環傳奇》的相對不久之後。劇集亦避免了討論彈指事件，因為其他電影和劇集“已經涵蓋了那個領域”，而且事件已經被接受、漫威電影宇宙的人們也正在繼續前進。第一至四集和季終集都有片尾彩蛋。它們源於高揚對片尾的熱愛，不僅僅是在漫威電影宇宙中，因為它們獎勵了觀眾的耐心並且“就像一個特別的小禮物”，也允許作家在劇集中加入更多笑話。這些場景在最初的提案中“是反派的劇情”。

### 選角
2019年11月，在漫威電影宇宙系列電影中出演「浩克」布魯斯·班納的馬克·盧法洛表示他計劃與凱文·費吉會面，討論是否出演《律師女浩克》。2020年3月，盧法洛確認已與漫威進入商談階段。2020年9月，《好萊塢報導》稱塔提阿娜·瑪斯蘭尼將領銜出演標題角色「女浩克」珍妮佛·華特斯。2020年10月，瑪斯蘭尼否認參演《律師女浩克》。2020年11月，《好萊塢報導》再次確認瑪斯蘭尼領銜出演影集。2020年12月，凱文·費吉在迪士尼投資人會議上確認該消息，並宣布提姆·羅斯繼2021年電影《尚氣與十環傳奇》後再次回歸出演2008年電影《新變形俠醫》中的角色「惡煞」艾米爾·布朗斯基，盧法洛據報出演一個“小角色”。瑪斯蘭尼最初對加入大型或系列項目猶豫不決，因為她希望在“專注於角色”的項目中演出，並傾向於“保證”合作。在決定試鏡後，瑪斯蘭尼很喜歡高揚的劇本，並對該角色可能給她帶來的挑戰感到興奮，並相信這會給她的生活帶來“一點點轉變”。她後來表示自己此前否認被選角是“徹頭徹尾的撒謊”，因為她不確定自己被允許說什麼。漫威影業在羅夫回歸參與《尚氣與十環傳奇》的工作後邀請了他出演劇集，並成功吸引了喜歡自己職業生涯“混亂”的他。
2021年1月，金潔·岡薩加確定出演珍妮佛的摯友妮琪·拉莫斯。同年4月，芮妮·愛麗絲·古思貝瑞確定出演梅樂莉·布克。6月，賈米拉·賈米爾出演泰坦妮亞。7月，喬許·塞嘉拉確定出演奧古斯都·「帕格」·帕格列西。2022年5月，黃凱旋確定回歸出演「至尊魔法師」王，喬恩·巴斯出演陶德，尼古拉斯·奇里洛、大衛·奧騰加和格里芬·馬修斯則出演未公佈角色。7月，德魯·馬修斯確定出演丹尼斯·布考斯基。8月，馬克·林-貝克、帕蒂·古根海姆和萊斯·柯羅確定分別出演莫里斯·華特斯、麥蒂森·金和烈焰唐尼；梅根·西·斯塔莉安則客串飾演自己，賈米拉·賈米爾在與梅根一起合作了劇集《傳奇》後推薦了她加入劇集。
費吉透露其他漫威電影宇宙的超級英雄將會出現，因為華特斯的職業是超級英雄方面的律師；瑪斯蘭尼亦確認劇集中華特斯會在辯護或控告“一些非常有趣的角色”。劇情中大部分客串都是尚未出現在漫威電影宇宙中的漫畫角色。曾應費吉於2020年6月之邀在2021年電影《蜘蛛人：無家日》中回歸出演《街頭英雄系列》角色「夜魔俠」馬修·梅鐸的查理·考克斯在7月確定再次回歸出演該角色，寇伊若認為這是劇集“最大的驚喜”。其他角色包括布蘭登·史丹利飾演的「跳蛙」尤金·佩提里歐、尼克·戈梅茲和賈斯汀·伊頓分別飾演的摧毀四人組成員「摧毀者」德克·加思韋特和雷球、大衛·帕斯奎西飾演的「不朽先生」克雷格·霍利斯，以及內森·赫德、約瑟·卡斯蒂略·米迪耶特、喬丹·阿隆·福特和泰倫斯·克洛分別出演的「公牛人」威廉·托倫斯、「雄鷹」亞歷山卓·蒙托亞、「豪豬」亞歷山大·金特里和「撒拉森」慕扎法沙·蘭伯特。威爾·杜斯納動作捕捉班納在薩卡星的兒子斯卡，高揚並未知悉漫威影業是否計劃讓杜斯納在未來回歸出演該角色。

### 拍攝
影集的原計劃於2020年7月6日開機拍攝。因應2019冠狀病毒病疫情，開拍日期推遲至2021年3月中旬。主體拍攝最終於4月12日在喬治亞州亞特蘭大的三石製片廠開機拍攝，工作標題為「天秤座」（Libra）、「三葉草」（Clover）和「大女士」（Big Lady）。凱特·寇伊若和阿努·瓦利亞執導影集，弗洛里安·巴爾豪斯擔當攝影指導。提姆·羅斯在與馬克·盧法洛熟絡並共同工作之後，逐漸進入角色。2021年8月15日，賈米拉·賈米爾完成自己的相關戲份拍攝。拍攝作業於8月26日殺青。

## 市場營銷
2021年11月12日，Disney+釋出影集前導預告短片。短片中站在布魯斯·班納身邊的珍妮佛·華特斯對觀眾說：「不要激怒我，你不會喜歡我生氣的樣子。」這句台詞借鑒自1978年影集《绿巨人》的開場白，影集中的男主角大衛·班納由比爾·比克斯比飾演。預告短片中馬克·盧法洛飾演的布魯斯·班納的服裝和姿勢也類似於比克斯比在1978年影集中的造型。2022年5月17日，漫威釋出首支預告，預告在釋出後的24小時內達到了7800萬觀看次數。

## 發行
2019年12月，凱文·費吉表示《律師女浩克》原計劃於2020年後期製作完成。2020年4月，影集延後至2022年中期播出。2022年5月，《律師女浩克》確定於2022年8月17日開播，共10集，每集時長為30分鐘。《律師女浩克》屬於漫威電影宇宙第四階段。2022年8月，《律師女浩克》被宣布推迟一天播出，開播日期改为8月18日。

## 評價
| 季數 | 季數 | 爛番茄           | Metacritic     |
| ---- | ---- | ---------------- | -------------- |
|      | 1    | 79%（614篇評論） | 67（26篇評論） |

根据評論匯總网站爛番茄汇总的614篇评论文章，79%的评论家给予该作正面评价，使之獲得「認證新鮮」標識，平均打分为6.65分（满分10分）；在Metacritic網站上，《律師女浩克》則得到「普遍讚譽」，獲得了67/100分（26位影評人）。

## 相關媒體

### 紀錄片特輯
2021年2月，迪士尼宣佈製作紀錄片影集《漫威影業：創作大本營》，包括漫威電影宇宙電影和影集項目的幕後製作花絮，並採訪主要演員和創意團隊。以影集《律師女浩克》為主題的特輯於2022年11月3日釋出。

## 未來計劃
2019年11月，凱文·費吉表示在影集中引入「女浩克」珍妮佛·華特斯之後，該角色將出現於此後的漫威電影宇宙系列電影中。

## 備註
1. ↑  依照漫威電影宇宙電視劇播出次序。
2. ↑  依照漫威電影宇宙中故事發生的時間次序，參見漫威电影宇宙#時間線。
3. ↑  參見2008年電影《新變形俠醫》。
4. ↑  參見2021年電影《尚氣與十環幫傳奇》。

## 資料來源
1. 1 2 3 4  Parker, Ryan. . The Hollywood Reporter. 2022-05-17  [2022-05-17]. （原始内容存档于2022-05-18）.
2. 1 2 3 4 5 6 7 8 9 10 11 12  Hagemann, Andie. . D23.com. 2022-08-11  [2022-08-12]. （原始内容存档于2022-08-12）.
3. 1 2 3  Travis, Ben. . Empire. 2022-07-05  [2022-07-05]. （原始内容存档于2022-07-05）.
4. 1 2 3  Truitt, Brian. . USA Today. 2022-08-01  [2022-08-01]. （原始内容存档于2022-08-01）.
5. ↑  Vary, Adam B. . Variety. 2022-08-18  [2022-08-19]. （原始内容存档于2022-08-19）.
6. 1 2 3  Bennett, Tara. . SFX. GamesRadar+. 2022-07-13  [2022-07-14]. （原始内容存档于2022-07-14）.
7. 1 2 3 4 5  Bennett, Tara. . SFX. No. 355 (Future plc). 2022-08: 30–35.
8. 1 2 3 4  Bucksbaum, Sydney. . Entertainment Weekly. 2022-08-03  [2022-08-03]. （原始内容存档于2022-08-03）.
9. ↑  Millman, Zosha. . Polygon. 2022-09-01  [2022-09-02]. （原始内容存档于2022-09-01）.
10. ↑  Najib, Shafaq; Huver, Scott. . People. 2022-08-03  [2022-08-20]. （原始内容存档于2022-08-13）.
11. ↑  Mitovich, Matt Webb. . TVLine. 2022-10-14  [2022-10-15]. （原始内容存档于2022-10-15）.
12. 1 2   (PDF). Disney Media and Entertainment Distribution. 2022-08-15  [2022-09-13]. （原始内容存档 (PDF)于2022-09-13）.
13. ↑  Mitovich, Matt Webb. . TVLine. 2022-09-08  [2022-09-08]. （原始内容存档于2022-09-08）.
14. ↑  Opie, David. . Digital Spy. 2022-09-08  [2022-09-08]. （原始内容存档于2022-09-08）.
15. ↑  Davids, Brian. . The Hollywood Reporter. 2022-08-29  [2022-09-01]. （原始内容存档于2022-08-31）.
16. 1 2  Couch, Aaron. . The Hollywood Reporter. 2021-06-10  [2021-06-10]. （原始内容存档于2021-06-11） （美国英语）.
17. ↑  Northrup, Ryan. . Screen Rant. 2022-07-26  [2022-08-08]. （原始内容存档于2022-08-01）.
18. ↑  Darwish, Meaghan. . TV Insider. 2022-09-16  [2022-09-18]. （原始内容存档于2022-09-16）.
19. ↑  Davids, Brian. . The Hollywood Reporter. 2022-09-16  [2022-09-18]. （原始内容存档于2022-09-16）.
20. 1 2 3  Radish, Christina. . Collider. 2022-08-23  [2022-08-24]. （原始内容存档于2022-08-24）.
21. ↑  West, Amy. . Total Film. GamesRadar+. 2022-09-01  [2022-09-02]. （原始内容存档于2022-09-02）.
22. ↑  Gajewski, Ryan. . The Hollywood Reporter. 2022-07-25  [2022-07-30]. （原始内容存档于2022-07-28）.
23. 1 2 3 4 5 6 7  Boone, John. . Entertainment Tonight. 2020-12-10  [2020-12-12]. （原始内容存档于2020-12-11） （美国英语）.
24. ↑  Dominguez, Noah. . CBR. 2022-05-17  [2022-05-18]. 原始内容存档于2022-07-07.
25. 1 2 3 4  Ettenhofer, Valerie. . /Film. 2022-08-15  [2022-08-16]. （原始内容存档于2022-08-15）.
26. ↑  Russell, Bradley. . GamesRadar+. Total Film. 2022-06-29  [2022-06-30]. （原始内容存档于2022-06-29）.
27. ↑  Spencer, Samuel. . Newsweek. 2022-05-18  [2022-05-18]. （原始内容存档于2022-05-18）.
28. 1 2 3  Paige, Rachel. . Marvel.com. 2022-09-29  [2022-09-29]. （原始内容存档于2022-09-30）.
29. 1 2  Bucksbaum, Sydney. . Entertainment Weekly. 2022-09-01  [2022-09-05]. （原始内容存档于2022-09-02）.
30. 1 2 3 4  Marnell, Blair. . SuperHeroHype. 2022-08-24  [2022-08-25]. （原始内容存档于2022-08-25）.
31. ↑  Adams, Timothy. . ComicBook.com. 2022-10-13  [2022-10-15]. （原始内容存档于2022-10-13）.
32. ↑  Amin, Arezou. . Collider. 2022-10-06  [2022-10-11]. （原始内容存档于2022-10-10）.
33. 1 2  Odman, Sydney. . The Hollywood Reporter. 2022-10-14  [2022-10-16]. （原始内容存档于2022-10-15）.
34. 1 2  Darwish, Meaghan. . TV Insider. 2022-09-08  [2022-09-10]. （原始内容存档于2022-09-09）.
35. 1 2  Loftus, Meredith. . Collider. 2022-09-08  [2022-09-10]. （原始内容存档于2022-09-09）.
36. ↑  Polo, Susana. . Polygon. 2022-09-15  [2022-09-15]. （原始内容存档于2022-09-16）.
37. ↑  Amin, Arezou. . Collider. 2022-09-22  [2022-09-22]. （原始内容存档于2022-09-22）.
38. ↑  Hood, Cooper. . Screen Rant. 2022-08-17  [2022-08-20]. （原始内容存档于2022-08-18）.
39. 1 2  Chapman, Wilson. . Variety. 2022-07-23  [2022-07-24]. （原始内容存档于2022-07-24）.
40. ↑  Barnhardt, Adam. . ComicBook.com. 2022-07-24  [2022-08-03]. （原始内容存档于2022-07-30）.
41. 1 2  Lacson, Therese. . Collider. 2022-07-27  [2022-08-03]. （原始内容存档于2022-08-02）.
42. ↑  Perry, Spencer. . ComicBook.com. 2022-08-11  [2022-08-12]. （原始内容存档于2022-08-11）.
43. ↑  Adamko, Edd; Wyno, Evan. . WABC-TV. 2022-09-27  [2022-09-28]. （原始内容存档于2022-09-28）.
44. ↑  Miller, Leon. . CBR. 2022-08-18  [2022-08-18]. （原始内容存档于2022-08-18）.
45. ↑  Amin, Arezou. . Collider. 2022-09-01  [2022-09-01]. （原始内容存档于2022-09-01）.
46. ↑  Casey, Connor. . ComicBook.com. 2022-09-08  [2022-09-10]. （原始内容存档于2022-09-08）.
47. ↑  Lussier, Germain. . Gizmodo. 2022-09-22  [2022-09-29]. （原始内容存档于2022-09-27）.
48. ↑  Paige, Rachel. . Marvel.com. 2022-09-29  [2022-09-29]. （原始内容存档于2022-10-01）.
49. 1 2  Cordero, Rosy. . Deadline Hollywood. 2022-07-29  [2022-08-30]. （原始内容存档于2022-08-29）.
50. 1 2  Mitovich, Matt Webb. . TVLine. 2022-09-01  [2022-09-01]. （原始内容存档于2022-09-01）.
51. ↑  Webb Mitovich, Matt Webb. . TVLine. 2022-10-22  [2022-10-23]. （原始内容存档于2022-10-23）.
52. ↑  Anderson, Jenna. . ComicBook.com. 2022-10-13  [2022-10-15]. （原始内容存档于2022-10-14）.
53. ↑  Perine, Aaron. . ComicBook.com. 2022-10-13  [2022-10-15]. （原始内容存档于2022-10-14）.
54. ↑  Mathai, Jeremy. . /Film. 2022-10-13  [2022-10-15]. （原始内容存档于2022-10-13）.
55. 1 2  Mathai, Jeremy. . /Film. 2022-09-01  [2022-09-01]. （原始内容存档于2022-09-01）.
56. 1 2  Opie, David. . Digital Spy. 2022-09-22  [2022-09-22]. （原始内容存档于2022-09-22）.
57. 1 2  Polo, Susana. . Polygon. 2022-09-29  [2022-09-29]. （原始内容存档于2022-09-29）.
58. 1 2  Paige, Rachel. . Marvel.com. 2022-09-29  [2022-09-29]. （原始内容存档于2022-09-29）.
59. 1 2  Dutta, Debopriyaa. . /Film. 2022-10-13  [2022-10-15]. （原始内容存档于2022-10-13）.
60. 1 2  Villei, Matt. . Collider. 2022-05-17  [2022-05-18]. （原始内容存档于2022-05-18）.
61. 1 2  . WGAW（英语：Writers Guild of America West）.   [2022-08-06]. （原始内容存档于2022-08-06）.
62. 1 2  Oddo, Marco Vitto. . Collider. 2022-08-03  [2022-08-03]. （原始内容存档于2022-08-03）.
63. 1 2 3  Swann, Erik. . CinemaBlend. 2021-01-03  [2021-01-04]. （原始内容存档于2021-01-03） （美国英语）.
64. ↑  . Comics Scene. No. 9 (Starlog Communications International, Inc.). October 1989: 70 （美国英语）.
65. 1 2  . Comics Scene. No. 15 (Starlog Communications International, Inc.). October 1990: 70 （美国英语）.
66. ↑  . Comics Scene. No. 20 (Starlog Communications International, Inc.). August 1991: 70 （美国英语）.
67. ↑  . Wizard. No. 14 (Wizard Entertainment). October 1992: 28 （美国英语）.
68. ↑  Couch, Aaron. . The Hollywood Reporter. 2019-08-23  [2019-08-23]. （原始内容存档于2019-08-23）.
69. ↑  Paige, Rachel. . Marvel.com. 2022-08-19  [2022-08-20]. （原始内容存档于2022-08-20）.
70. 1 2 3 4 5 6 7 8  Vary, Adam B. . Variety. 2022-08-16  [2022-08-16]. （原始内容存档于2022-08-16）.
71. ↑  Anderson, Jenna. . ComicBook.com. 2022-10-18  [2022-10-19]. （原始内容存档于2022-10-19）.
72. ↑  Kit, Borys. . The Hollywood Reporter. 2019-11-08  [2019-11-08]. （原始内容存档于2019-11-08） （美国英语）.
73. ↑  Kroll, Justin. . Deadline Hollywood. 2020-09-15  [2020-09-15]. （原始内容存档于2020-09-15） （美国英语）.
74. ↑  Coiro, Kat [@katcoiro]. . 2020-09-15  [2020-10-26]. （原始内容存档于2020-10-26） –Instagram （美国英语）.
75. ↑  Davids, Brian. . The Hollywood Reporter. 2022-09-17  [2022-09-18]. （原始内容存档于2022-09-18）.
76. 1 2  Goldberg, Matt. . Collider. 2021-01-11  [2021-01-11]. （原始内容存档于2021-01-11） （美国英语）.
77. ↑  Schedeen, Jesse. . IGN. 2021-01-12  [2021-01-12]. （原始内容存档于2021-01-12） （美国英语）.
78. ↑   (PDF). Disney Media and Entertainment Distribution. 2021-07-30  [2021-08-01]. （原始内容存档 (PDF)于2021-08-01） （美国英语）.
79. ↑  Kim, Matt T.M. . IGN. 2021-02-24  [2021-02-24]. （原始内容存档于2021-02-24） （美国英语）.
80. ↑  D'Alessandro, Anthony. . Deadline Hollywood. 2020-01-09  [2020-05-06]. （原始内容存档于2020-01-10） （美国英语）.
81. ↑  Swann, Erik. . Cinema Blend. 2020-05-06  [2020-09-19]. （原始内容存档于2020-08-09） （美国英语）.
82. ↑  Ziglar, Cody [@yayforzig].  (推文). 2019-11-13  [2020-09-19]. （原始内容存档于2020-09-19） –Twitter （美国英语）.
83. ↑  . Kara-Brown.com.   [2021-04-08]. （原始内容存档于2021-04-09） （美国英语）.
84. ↑  Wells, Zeb [@zebwells].  (推文). 2020-06-12  [2021-10-06]. （原始内容存档于2020-06-12） –Twitter （美国英语）.
85. ↑  . WGAW（英语：Writers Guild of America West）.   [2022-07-23]. （原始内容存档于2022-10-15）.
86. 1 2  Moreau, Justin; Vary, Adam B. . Variety. 2022-10-14  [2022-10-16]. （原始内容存档于2022-10-16）.
87. ↑  Dela Paz, Maggie. . ComingSoon.net. 2020-05-06  [2020-05-06]. （原始内容存档于2020-05-06） （美国英语）.
88. ↑  Gelman, Samuel. . Comic Book Resources. 2020-12-10  [2020-12-10]. （原始内容存档于2020-12-11） （美国英语）.
89. ↑  Reinstein, Mara. . Emmy. Vol. XLII no. 12. 2020: 45  [2021-01-11]. （原始内容存档于2020-12-20） （美国英语）.
90. 1 2  Bucksbaum, Sydney. . Entertainment Weekly. 2022-07-23  [2022-07-29]. （原始内容存档于2022-07-27）.
91. ↑  Goldman, Eric. . Fandom. 2022-08-18  [2022-08-23]. （原始内容存档于2022-08-18）.
92. ↑  Sepinwall, Alan. . Rolling Stone. 2022-08-17  [2022-08-17]. （原始内容存档于2022-08-17）.
93. ↑  Bonomolo, Cameron. . ComicBook.com. 2022-10-13  [2022-10-15]. （原始内容存档于2022-10-14）.
94. 1 2 3  Scott, Lyvie. . /Film. 2022-08-11  [2022-08-12]. （原始内容存档于2022-08-11）.
95. ↑  Paige, Rachel. . Marvel.com. 2022-09-01  [2022-09-05]. （原始内容存档于2022-09-01）.
96. ↑  Dinsdale, Ryan. . IGN. 2022-07-27  [2022-07-29]. （原始内容存档于2022-07-28）.
97. 1 2  Mottram, James. . Total Film. GamesRadar+. 2022-07-25  [2022-07-29]. （原始内容存档于2022-07-28）.
98. ↑  Paige, Rachel. . Marvel.com. 2022-10-13  [2022-10-13]. （原始内容存档于2022-10-13）.
99. 1 2  Rouse, Lauren. . Lifehacker Australia. 2022-08-17  [2022-08-19]. （原始内容存档于2022-08-17）.
100. ↑  Lussier, Germain. . Gizmodo. 2022-08-16  [2022-08-17]. （原始内容存档于2022-08-17）.
101. ↑  Rice, Lynette. . Deadline Hollywood. 2022-10-14  [2022-10-16]. （原始内容存档于2022-10-14）.
102. ↑  Mitovich, Matt Webb. . TVLine. 2022-08-15  [2022-08-15]. （原始内容存档于2022-08-15）.
103. ↑  Mitovitch, Matt Webb. . TVLine. 2022-08-18  [2022-08-18]. （原始内容存档于2022-08-18）.
104. ↑  Bucksbaum, Sydney. . Entertainment Weekly. 2022-10-13  [2022-10-15]. （原始内容存档于2022-10-14）.
105. ↑  Millman, Zosha. . Polygon. 2022-09-01  [2022-09-05]. （原始内容存档于2022-09-04）.
106. ↑  . 人物. 2019-11-14  [2019-11-17]. （原始内容存档于2019-11-17） （美国英语）.
107. ↑  McMillan, Graeme. . The Hollywood Reporter. 2020-03-02  [2019-03-03]. （原始内容存档于2020-03-02） （美国英语）.
108. ↑  Kroll, Justin. . Deadline Hollywood. 2020-09-17  [2020-09-17]. （原始内容存档于2020-09-17） （美国英语）.
109. ↑  Martin, Ashley. . Regina Leader-Post. 2020-10-15  [2020-10-15]. （原始内容存档于2020-10-16） （美国英语）.
110. 1 2  Kit, Borys; Couch, Aaron. . The Hollywood Reporter. 2020-11-20  [2020-11-20]. （原始内容存档于2020-11-20） （美国英语）.
111. ↑  Fuge, Jonathan. . MovieWeb. 2022-05-17  [2022-05-18]. （原始内容存档于2022-05-17）. – via Belloni, Matthew. . Puck News（英语：Puck News）. 2022-05-12  [2022-05-18]. （原始内容存档于2022-05-14）.
112. ↑  Puckett-Pope, Lauren. . Elle. 2022-08-17  [2022-08-19]. （原始内容存档于2022-08-19）.
113. ↑  Andreeva, Nellie. . Deadline Hollywood. 2021-01-19  [2021-01-19]. （原始内容存档于2021-01-20） （美国英语）.
114. ↑  Andreeva, Nellie. . Deadline Hollywood. 2021-04-08  [2021-04-08]. （原始内容存档于2021-04-08） （美国英语）.
115. ↑  Anderson, Jenna. . ComicBook.com. 2022-07-26  [2022-07-26]. （原始内容存档于2022-07-26）.
116. ↑  Kroll, Justin. . Deadline Hollywood. 2021-07-21  [2021-07-22]. （原始内容存档于2021-07-21） （美国英语）.
117. ↑  Kelly, Zachariah. . Gizmodo Australia（英语：Gizmodo Australia）. 2022-05-18  [2022-05-18]. （原始内容存档于2022-05-18）.
118. ↑  Aguilar, Matthew. . ComicBook.com. 2022-05-17  [2022-05-17]. （原始内容存档于2022-05-18）.
119. ↑  Lamble, Stacy. . Entertainment Tonight. 2022-05-31  [2022-05-31]. （原始内容存档于2022-05-31）.
120. ↑  Whitbrook, James; Jackson, Gordon. . Gizmodo. 2022-07-12  [2022-07-12]. （原始内容存档于2022-07-12）.
121. ↑  Thompson, Luke Y. . Superhero Hype. 2022-08-17  [2022-08-17]. （原始内容存档于2022-08-17）.
122. ↑  Tinoco, Armando; Cordero, Rosy. . Deadline Hollywood. 2022-08-15  [2022-08-16]. （原始内容存档于2022-08-16）.
123. 1 2  Mitovich, Matt Webb. . TVLine. 2022-08-31  [2022-09-01]. （原始内容存档于2022-09-01）.
124. ↑  Moreau, Justin. . Variety. 2022-10-17  [2022-10-17]. （原始内容存档于2022-10-17）.
125. ↑  Mitovich, Matt Webb. . TVLine. 2022-10-17  [2022-10-18]. （原始内容存档于2022-10-18）.
126. ↑  Anderson, Jenna. . Comicbook.com. 2020-04-16  [2021-01-20]. （原始内容存档于2020-04-29） （美国英语）.
127. ↑  LaBonte, Rachel. . Screen Rant. 2020-11-22  [2021-01-20]. （原始内容存档于2020-11-22） （美国英语）.
128. ↑  Lawrence, Gregory. . Collider. 2021-02-24  [2021-02-25]. （原始内容存档于2021-02-25） （美国英语）.
129. ↑  Paz, Maggie Dela. . ComingSoon.net. 2021-04-13  [2021-04-13]. （原始内容存档于2021-04-13） （美国英语）.
130. ↑  . Production List. 2020-12-21  [2021-01-20]. （原始内容存档于2020-10-29） （美国英语）.
131. ↑  Hickson, Colin. . Comic Book Resources. 2020-11-11  [2020-11-11]. （原始内容存档于2020-11-12） （美国英语）.
132. ↑  . Production Weekly. 2021-03-11  [2021-03-11]. （原始内容存档于2021-03-11） （美国英语）.
133. ↑  Rosenberg, Josh. . Esquire. 2022-10-13  [2022-10-16]. （原始内容存档于2022-10-14）.
134. ↑  . Leica Camera.   [2021-07-13]. （原始内容存档于2021-07-13） （美国英语）.
135. ↑  Roxbourough, Scott. . The Hollywood Reporter. 2021-09-14  [2021-09-15]. （原始内容存档于2021-09-15） （美国英语）.
136. ↑  Barnhardt, Adam. . ComicBook.com. 2021-07-24  [2021-10-05]. （原始内容存档于2021-07-24） （美国英语）.
137. ↑  Ho, Rodney. . The Atlanta Journal-Constitution. 2021-03-03  [2021-03-20]. （原始内容存档于2021-03-18） （美国英语）.
138. ↑  LaBonte, Rachel. . Screen Rant. 2021-08-26  [2021-11-07]. （原始内容存档于2021-08-30） （美国英语）.
139. ↑  Hipes, Patrick. . Deadline Hollywood. 2021-11-12  [2021-11-12]. （原始内容存档于2021-11-12） （美国英语）.
140. ↑  Anderson, Jenna. . ComicBook.com. 2021-11-13  [2021-11-19]. （原始内容存档于2021-11-12） （美国英语）.
141. ↑  Parker, Ryan. . The Hollywood Reporter. 2022-05-20  [2022-05-20]. （原始内容存档于2022-05-20）.
142. ↑  Fowler, Matt. . IGN. 2019-12-08  [2019-12-11]. （原始内容存档于2019-12-08） （美国英语）.
143. ↑  Vary, Adam B. . Variety. 2020-12-23  [2021-01-11]. （原始内容存档于2021-01-11） （美国英语）.
144. ↑  Barnhardt, Adam. . ComicBook.com. 2022-01-15  [2022-01-16]. （原始内容存档于2022-01-16） （美国英语）.
145. ↑  Couch, Aaron; Kit, Borys. . The Hollywood Reporter. 2019-07-20  [2019-07-20]. （原始内容存档于2019-07-21） （美国英语）.
146. ↑  Otterson, Joe. . Variety. 2022-08-03  [2022-08-03]. （原始内容存档于2022-08-03）.
147. 1 2  . Rotten Tomatoes. Fandango Media.   [2025-02-22].
148. 1 2  . Metacritic. Red Ventures.   [2025-02-22].
149. ↑  Paige, Rachel. . Marvel.com. 2021-02-16  [2021-02-16]. （原始内容存档于2021-02-16） （美国英语）.
150. ↑  Johnson, Zach. . D23. 2022-10-18.
151. ↑  Couch, Aaron. . The Hollywood Reporter. 2019-11-10  [2019-11-10]. （原始内容存档于2019-11-11） （美国英语）.

## 外部連結
- 官方网站
- 互联网电影数据库（IMDb）上《律師女浩克》的资料（英文）
- 豆瓣电影上《律師女浩克》的資料 （简体中文）
- 在Disney+上觀看《律師女浩克》